# La buona figliuola
La buona figliuola - nota anche con il doppio titolo La Cecchina, ossia La buona figliuola - è un'opera buffa in tre atti musicato da Niccolò Piccinni su libretto di Carlo Goldoni (che utilizzò lo pseudonimo di Polisseno Fegejo).
Il libretto di Goldoni fu tratto dal romanzo Pamela, or Virtue Rewarded (Pamela, o la virtù ricompensata) di Samuel Richardson. Dal medesimo autore Goldoni aveva già tratto le commedie Pamela nubile e Pamela maritata.
Il testo della Buona figliuola capitò tra le mani di Piccinni che decise di metterlo in musica: l'opera debuttò il 6 febbraio 1760 al Teatro delle Dame di Roma con un grandioso successo. Nell'anno successivo Goldoni scrisse un seguito della vicenda, chiamato La buona figliuola maritata, che venne rappresentato a Bologna con musica sempre di Piccinni.
L'opera fu composta in soli diciotto giorni. Il successo della prima esecuzione le garantì repliche fino alla fine del XVIII secolo (per un suo recupero in tempi moderni si sarebbe dovuto attendere la Barocco renaissance del XX secolo) e raggiunse una tale popolarità che a Roma si diffuse una moda detta alla Cecchina.
Il 19 maggio 1764 avviene la prima come Das gute Mädchen ai Castelli di Laxenburg con Gaetano Guadagni, il 25 novembre 1766 al His Majesty's Theatre di Londra ed il 7 dicembre 1778 il successo all'Académie Royale de Musique di Parigi dove il 15 aprile 1779 avviene la prima come La bonne fille mariée.

## Trama

### Atto I
Nel giardino della marchesa Lucinda, Cecchina lamenta il suo stato di trovatella, dato che da piccola era stata abbandonata in Italia. Il contadino Mengotto le fa la corte, ma Cecchina è costretta a rifiutarlo, dato che è innamorata del Marchese della Conchiglia: un amore impossibile, vista la differenza dei loro due ranghi sociali. Il Marchese stesso lamenta il suo amore impossibile con Sandrina, che, invidiosa, va a spifferare tutto ad Armidoro, spasimante della Marchesa Lucinda. Armidoro rimane sdegnato e rivela tutto alla Marchesa. Lucinda ordina alla cameriera Paoluccia di chiamare Cecchina, e la licenzia.

### Atto II
Cecchina viene condotta via da alcuni soldati, ma viene liberata da un assalto dei contadini comandati da Mengotto. Cecchina viene portata dal marchese della Conchiglia. Paoluccia e Sandrina, invidiose, rivelano tutto alla Marchesa, che rimane turbata. Intanto, Mengotto e il Marchese incontrano Tagliaferro, un soldato tedesco, che dice di essere venuto in Italia per ordine del suo padrone, un barone. Egli, durante una guerra, aveva abbandonato lì la figlia in tenera età: la figlia è Cecchina, che si rivela di nobili origini, e per questo può sposare il Marchese. Mengotto e il Marchese vanno a cercarla, ma Paoluccia e Sandrina malignano ancora alle spalle di Cecchina, dicendo di averla vista abbracciata a Tagliaferro. Il marchese non crede loro.

### Atto III
Paoluccia continua a malignare alle spalle di Cecchina con Armidoro e la Marchesa, sempre più preoccupati per questa unione. Ma i due vengono rasserenati dell'arrivo del Marchese, che comunica le sue nozze con una baronessa tedesca: Cecchina. Il Marchese allora le rivela le nobili origini della sua amata, e le nozze possono essere celebrate. Cecchina perdona magnanimamente le due calunniatrici.

## Numeri musicali
- Sinfonia

### Atto I
- 1 Aria di Cecchina Che piacer, che bel diletto
- 2 Strofa di Mengotto Quel che d'amore
- 3 Strofa di Cecchina Ogni amatore ha nel proprio core
- 4 Aria di Mengotto Non comoda all'amante
- 5 Strofa di Sandrina Poverina, tutto il dì
- 6 Aria del Marchese È pur bella la Cecchina
- 7 Aria di Sandrina Sono una giovane
- 8 Aria di Armidoro Della sposa il bel sembiante
- 9 Aria di Paoluccia Che superbia maledetta
- 10 Aria di Cecchina Una povera ragazza
- 11 Aria della Marchesa Furie di donna irata
- 12 Finale primo (Quintetto) Vò cercando e non ritrovo

### Atto II
- 13 Aria del Marchese Cecchina dov'è?
- 14 Accompagnato e aria di Mengotto Ah, povero Mengotto
- 15 Aria di Tagliaferro Star trompette e star tampurri
- 16 Aria di Armidoro Cara s'è ver ch'io v'ami
- 17 Duetto Sandrina e Paoluccia Per il buco della chiave
- 18 Aria della Marchesa So che fedel m'adora
- 19 Aria di Cecchina Alla larga, alla larga signore
- 20 Aria del Marchese Vederete una figliola
- 21 Accompagnato e aria di Cecchina Vieni, il mio seno
- 22 Finale secondo (Quintetto) Sì signora, di lassù

### Atto III
- 23 Aria di Armidoro Chi più di me contento
- 24 Aria della Marchesa Sento che il cor mi dice
- 25 Aria di Sandrina Son tenera di pasta
- 26 Aria di Mengotto Vedo la bianca, vedo la bruna
- 27 Aria di Tagliaferro Ah comme tutte je consolar
- 28 Duetto Marchese e Cecchina La baronessa amabile
- 29 Finale Porgetemi la destra

## Registrazioni
- 1969: Napoli - Mirella Freni, Rolando Panerai, Sesto Bruscantini, Werner Hollweg, Bianca Maria Casoni, Rita Talarico, Valeria Mariconda, Gloria Trillo; dir. Franco Caracciolo, Orchestra "Alessandro Scarlatti" - 3 LP MRF - DVD PremiereOpera
- 1981: Teatro dell'Opera di Roma - Margherita Rinaldi, Lucia Aliberti, Ugo Benelli, Enzo Dara, Alessandro Corbelli, Elena Zilio, Emilia Ravaglia; dir. Gianluigi Gelmetti, Orchestra e Coro del Teatro dell'Opera di Roma - 3 LP Fonit Cetra, 2 CD Warner Fonit
- 1990 - Alessandra Ruffini, Bruno Praticò, Gabriella Morigi, Giuseppe Morino, Maria Angeles Peters; dir. Bruno Campanella, Orchestra Serenissima Pro Arte - CD Nuova Era (B00005YD7U) - Registrazione effettuata l'8 gennaio.